# 546-я пехотная дивизия (вермахт)
546-я пехотная дивизия (нем. 546. Grenadier-Division) — тактическое соединение сухопутных войск нацистской Германии периода Второй мировой войны.

## История
546-я пехотная дивизия была сформирована 7 июля 1944 года как «заградительная дивизия» в 17-м военном округе во время 29-й волны мобилизации вермахта.
19 июля 1944 года дивизия была расформирована, а её части влились в состав формировавшейся в тот момент 45-й пехотной дивизии.

## Местонахождение
- июль 1944 (Германия)

## Состав
- 1088-й пехотный полк (Grenadier-Regiment 1088)
- 1089-й пехотный полк (Grenadier-Regiment 1089)
- 1090-й пехотный полк (Grenadier-Regiment 1090)
- 1546-й артиллерийский полк (Artillerie-Regiment 1546)
- 546-я стрелковая рота (Füsilier-Kompanie 546)
- 546-я рота связи (Nachrichten-Kompanie 546)
- 1546-й отряд материального обеспечения (Nachschubtruppen 1546)